# Бесшабашное ограбление
«Бесшабашное ограбление» (англ. Stark Raving Mad) — криминальная комедия режиссёра Дрю Дэйуолта.

## Сюжет
Бену нужно отдать долг за своего покойного брата боссу ирландской мафии. Достать требуемую сумму мирным способом, да ещё и в указанные сроки, не представляется возможным. Он решает встать на преступный путь. Нужно ограбить соседний банк, в котором хранится ценная старинная статуя китайского бога Чу-Джуна. Бен и его друзья решают замаскировать все мероприятие под ультрамодное рэйв-шоу. Мощный звук колонок подавит систему безопасности и позволит пробурить в стене дыру. Однако управляющий клубом собирается закрыть заведение и Бену приходится оглушить его бутылкой по голове. После того как дыра просверлена, в ход идет хакерство: надо взломать второй уровень охранной системы банка. По плану, далее должен был использован «пластит», но пока пиротехник протрезвеет, поседеет не один волос. Большая дыра в стене позволяет медвежатнику залезть внутрь. Однако сейф пуст, и налетчик теряет сознание от стресса. Тем временем появляются федеральные агенты, китайская мафия и заказчик ограбления. Бен сам проникает в банк, забирает статуэтку и заодно прихватывает личный капитал босса ирландской мафии. Поразмыслив, Бен и его друзья оставляют статуэтку в качестве приманки и скрываются. Китайская и ирландская мафиозные группировки встречаются лоб в лоб на месте ограбления и становятся пленниками прибывших на сигнал охранной системы федеральных агентов.

## В ролях
- Шонн Уильям Скотт — Бен МакГьюэн
- Тимм Шарп — Рикки Симмс
- Патрик Брин — Джеффри Джей
- Джон Край — Джейк Нилсон
- Сьюзи Накамура — Бетти Шин
- Лу Даймонд Филлипс — Грегори
- Дэйв Фоли — Рой
- Каван Смит — Майкл Фрейкс
- Пол Хангерфорд — Скотт
- Моне Мазур — Ванесса
- Эрнст Харт — Дирк
- Джоди Расикот — Ди Джей
- Терри Чен — Джин Сон
- Йи Джи Цо — Чан
- Тай Олссон — Нейт (Гун)
- Карл Макдональд — Митчелл (Трэнни)
- Рейган Дейл Нейс — Сьюзен
- Адам Аркин — владелец ночного клуба
- Фред Эвануик — Бек

## Интересные факты
- Шон Уильям Скотт о своей роли: «Я считаю эту роль лучшей в своей карьере. Я специально похудел на 9 кг и отрастил бороду. По сюжету, главный герой имеет две татуировки, и для их нанесения мне приходилось ежедневно проводить около часа в кресле гримера».